# Kelly Ridge (Kalifornija)
Kelly Ridge je naseljeno područje za statističke svrhe u američkoj saveznoj državi Kalifornija. Prema popisu stanovništva iz 2010. u njemu je živjelo 2.544 stanovnika.